# Hökasjön (Asa socken, Småland)
Hökasjön är en sjö i Vetlanda kommun och Växjö kommun i Småland och ingår i Mörrumsåns huvudavrinningsområde. Sjön är 10 meter djup, har en yta på 0,572 kvadratkilometer och är belägen 217,2 meter över havet. Vid provfiske har abborre, gädda och mört fångats i sjön.

## Delavrinningsområde
Hökasjön ingår i det delavrinningsområde (633969-143755) som SMHI kallar för Inloppet i Asasjön. Medelhöjden är 224 meter över havet och ytan är 74,23 kvadratkilometer. Det finns ett avrinningsområde uppströms, och räknas det in blir den ackumulerade arean 79,98 kvadratkilometer. Lugnån som avvattnar avrinningsområdet har biflödesordning 2, vilket innebär att vattnet flödar genom totalt 2 vattendrag innan det når havet efter 144 kilometer. Avrinningsområdet består mestadels av skog (79 procent). Avrinningsområdet har 2,65 kvadratkilometer vattenytor vilket ger det en sjöprocent på 3,6 procent.